# Adisa Isaac
Adisa Akil Isaac (New York, 4 ottobre 2001) è un giocatore di football americano statunitense che milita nel ruolo di linebacker per i Baltimore Ravens della National Football League (NFL).

## Carriera universitaria
Nella sua prima stagione a Penn State nel 2019 Isaac dispute 11 partite, mettendo a segno 14 tackle e 1,5 sack. Nel 2020 ebbe 13 placcaggi e 1,5 sack. Dopo avere perso tutta la stagione 2021 per infortunio, Isaac partì come titolare in tutte le 13 partite nel 2022, facendo registrare 28 tackle e 4 sack. Dopo avere considerato di rendersi eleggibile nel Draft NFL 2023, alla fine optò per disputare un’ultima stagione nel college football.

## Carriera professionistica

### Baltimore Ravens
Isaac fu scelto nel corso del terzo giro (93º assoluto) del Draft NFL 2024 dai Baltimore Ravens. Nella sua prima stagione mise a segno 4 placcaggi e un passaggio deviato in 4 presenze, nessuna delle quali come titolare.